# 奥马尔·路易斯
奥马尔·路易斯（西班牙語：Omar Luis，1972年7月15日—），古巴棒球运动员。他曾代表古巴参加1996年夏季奥林匹克运动会棒球比赛，获得一枚金牌。他也曾参加1998年中美洲和加勒比运动会。